# Gaute Høberg Vetti
Gaute Høberg Vetti (Bergen, 2 settembre 1998) è un calciatore norvegese, centrocampista del Bodø/Glimt.

## Caratteristiche tecniche
È un centrocampista centrale.

## Carriera

### Club
Cresciuto nel settore giovanile di Brann e Nest-Sotra, nel 2018 è stato acquistato dal Sarpsborg 08. Ha esordito in prima squadra il 7 maggio seguente disputando l'incontro di Eliteserien pareggiato 2-2 contro il Molde.
L'8 gennaio 2022, Høberg Vetti è stato ingaggiato dal Bodø/Glimt, a cui si è legato fino al 30 giugno 2025.
L'11 agosto 2023 è passato allo Stabæk con la formula del prestito.

### Nazionale
Ha giocato nelle nazionali giovanili norvegesi Under-18 ed Under-21.